# 日本キャリア開発協会
特定非営利活動法人日本キャリア開発協会（にっぽんキャリアかいはつきょうかい）は、キャリア開発専門のNPO。

## 概要
日本キャリア開発協会は2000年に設立し「キャリアカウンセリング機能を社会システムとして具現化する」というビジョンのもと活動しています。設立当初は、全米キャリア開発協会（NCDA：National Career Development Association）の国際提携機関として最新のキャリアカウンセリング理論を取り入れました。現在は、法人会員として協力関係を深めています。認定資格名はキャリア・デベロップメント・アドバイザー（CDA）

## 主な活動内容
- 日本におけるキャリアカウンセリングの啓発・普及
- CDA（キャリア・デベロップメント・アドバイザー）の育成と倫理基準ガイドラインの設置
- キャリア開発に関する研修、有資格者のスキルアップのための研修（更新講習）の実施
- 登録試験機関として国家資格キャリアコンサルタント試験の実施
- キャリアカウンセラーへの活動支援（全国9支部30地区以上の地域別活動の支援、テーマごとの学習支援）
- 社会貢献事業（治療と仕事の両立支援など）の実施
- その他
  - CDA有資格者向け指導者研修（JCDA認定CDAインストラクター養成・JCDA認定スーパーバイザー養成）
  - 教材販売（人生すごろく「金の糸」～golden thread～）
  - 書籍（「経験代謝」によるキャリアカウンセリング（立野 了嗣 著）・キャリアカウンセラーのためのスーパービジョン（立野 了嗣 著））

## 支部
- 北海道支部（札幌）
- 東北支部（宮城・山形・青森・秋田・岩手・福島）
- 北関東支部（群馬・茨城・埼玉・栃木・新潟）
- 東関東支部（千葉・東東京）
- 西関東支部（神奈川・西東京・山梨）
- 中部支部（東海・静岡・長野）
- 関西・北陸支部（関西・北陸）
- 中国支部（四国・広島・岡山・山陰・山口）
- 九州・沖縄支部（福岡・長崎・熊本・大分・宮崎・鹿児島・沖縄）

## 研究会・啓発交流会
- 研究会
  - S05_キャリア教育の実践研究
  - S06_ファミリービジネス働く人のキャリア支援
- 啓発交流会
  - E01_企業キャリア啓発交流会＠名古屋
  - E04_障害のある方へのキャリア支援啓発交流会
  - E07_セカンドキャリアのためのキャリコンの支援とその啓発
  - E09_GCC（グローバル・グループ・キャリア・コンサルティング）啓発交流会
  - E11_明日のキャリアを考える会（あすキャリ）
  - E12_治療と仕事の両立支援
  - E13_企業人キャリア啓発交流会＠ZOOM
  - E15_学生支援を経験代謝で考える会
  - E16_キャリア開発と日常と地域社会をつなぐ会

## 沿革
- 2000年
  - 2月、発足。
  - 6月、NCDA国際大会に参加。
  - 10月、第1回キャリアカウンセリング・フォーラム開催（東京）。
  - 12月、特定非営利活動法人日本キャリア開発協会として設立。
- 2001年
  - 4月、第2回キャリアカウンセリング・フォーラム開催（東京）。厚生労働省、経済産業省後援。
  - 7月、NCDAの国際提携機関となる。
  - 11月、第1回JCDA交流会開催（東京）。
- 2002年
  - 10月、第2回JCDA交流会（大阪）。
  - 11月、厚生労働省「キャリア形成促進助成金（職業能力評価推進給付金）対象キャリア・コンサルタント能力評価試験」にCDA資格認定試験が指定。
- 2003年
  - 3月、第3回キャリアカウンセリング・フォーラム開催（東京）。
  - 6月、NCDA国際大会参加。
  - 8月、関西事務所開設。
- 2004年
  - 2月、研究発表会開催（東京）。
  - 3月、キャリア・コンサルタント養成講座・能力評価試験実施機関連絡協議会加盟研究発表会開催（大阪）。
  - 7月、NCDA国際大会参加。
- 2005年
  - 6月、研究発表会開催（東京）。NCDA国際大会参加。
  - 7月、研究発表会開催（大阪）。厚生労働省委託「働く若者ネット相談」事業開始。クルンボルツ博士来日。
  - 10月、厚生労働省「キャリア形成促進助成金対象キャリア・コンサルタント能力評価試験」にCDA資格認定試験が再指定。
- 2006年
  - 4月、厚生労働省「働く若者ネット相談」事業再受託。
  - 7月、全米キャリア開発協会（NCDA）国際大会（シカゴ）参加。
  - 11月、「働く若者応援フォーラム2007」開催。
- 2007年
  - 4月、厚生労働省「働く若者ネット相談」事業再受託。
  - 7月、全米キャリア開発協会（NCDA）国際大会（シアトル）参加。
- 2008年
  - 1月、中国上海大学にてCDA研修実施。
  - 3月、JCDAシンポジウム開催（東京、大阪）。
  - 4月、厚生労働省「キャリア・コンサルティングによるメール相談」事業受託。
  - 5月、中国上海大学にてCDA研修実施（第2回）。
  - 7月、全米キャリア開発協会（NCDA）国際大会（ワシントン）参加。キャリアガイダンス・セミナー開催（東京）。
  - 10月、厚生労働省「キャリア形成促進助成金対策キャリア・コンサルタント能力評価試験」にCDA資格認定試験が2度目の再指定（2011年9月まで有効）。
  - 11月、キャリアガイダンス・セミナー開催（大阪）。
- 2009年
  - 3月、キャリアガイダンス・セミナー開催（名古屋）。
  - 4月、厚生労働省「キャリア・コンサルティングによるメール相談」事業受託。
  - 7月、全米キャリア開発協会（NCDA）国際大会（セントルイス）参加。
- 2013年
  - 6月、JCDA福島大会開催（福島県）共に生きる～未来のために～。
- 2014年
  - 6月、JCDA大阪大会開催（大阪府）つながりの幸福～仲間と共に、CDAをもっと社会へ～。
- 2015年
  - 6月、JCDA名古屋大会開催（愛知県）つながりの幸福～伝え合おうCDA、伝えよう社会へ～。
- 2016年
  - 4月、国家資格キャリアコンサルタント登録試験機関および更新講習実施指定機関として厚生労働省より登録認定。
  - 6月、JCDA東京大会開催（東京都）共に生きる～14000全員参加！ CDAのチ・カ・ラ、その先へ。
- 2017年
  - 6月、JCDA九州・沖縄大会開催（福岡県）共に生きる〜しあわせの風は南からCDAよかろうモン〜。
  - 7月、「組織内キャリア形成研究会報告書～個人の成長と組織の成長の関係について～」を発刊。「経験代謝によるキャリアカウンセリング」出版（立野了嗣著）。
  - 10月、仕事と治療の両立支援として「30分無料電話相談」開設。
- 2018年
  - 6月、JCDA北海道大会開催（北海道）共に生きる〜私たちのデキルこと、マナブこと、ツナグこと～北の大地から未来への発信～。
- 2019年
  - 6月、JCDA広島大会開催（広島）共に生きる〜今、CDAができること～新時代に向けてあなたは何を描きますか～。
- 2020年
  - 4月、休眠預金を活用した「がん患者支援の助成事業」（日本対がん協会）を受託。
  - 5月、「CDAが定期的にキャリアカウンセリングを受けるための仕組み員会報告書」を発刊。
  - 6月、「キャリアカウンセラーのためのスーパービジョン」出版（立野了嗣著）。
  - 10月、読売新聞共催オンラインシンポジューム「いま。”共に生きる”とは何か」を開催。
- 11月、全国一斉にJCDAオンラインキャリアカウンセリング実施。
- 2021年
  - 10月、JCDA会員2万人達成記念全国大会（2万人大会）開催。